# Indoreonectes
Indoreonectes är ett släkte i familjen grönlingsfiskar (Balitoridae). Släktet är monotypiskt och omfattar sålunda bara en art, Indoreonectes evezardi (Day, 1872), som lever endemiskt i Indien.